# 張天立
張天立（1961年—）是臺灣企業家，台北市大華中學（現桃園市大華中學）、臺北市立建國高級中學、台灣大學數學系畢業，美國賓州州立大學電腦碩士（1985年－1987年），美國羅格斯大學企管碩士（1991年－1993年），美國貝爾實驗室資訊工程師（1987年－1991年）。1995年12月27日，張天立創立博客來數位科技股份有限公司；1996年8月，博客來網路書店正式上線營運，是臺灣最早成立的網路書店，在成立時間上僅落後亞馬遜公司（amazon.com）一年多，使張天立被譽為台灣電子商務的先驅。2007年，張天立被迫離開博客來網路書店，於2010年另立網路書店TAAZE讀冊生活。

## 網路書店
2000年，博客來網路書店由於受到網路泡沫化的波及，資本上出現了困難，因而急於尋求大金主。同年12月，統一超商宣佈將投資新臺幣1億40萬元（資本額新臺幣2億元），持股佔50.025%，以取得博客來網路書店的經營權；但雙方理念不合，導致歧見日增。2007年8月17日，張天立在董事會上遭統一超商無預警解任總經理一職，最後演變成離開他一手創辦的博客來網路書店。
2009年4月29日，張天立成立學思行數位行銷股份有限公司。2010年9月1日，TAAZE讀冊生活網路書店網站正式上線營運。TAAZE讀冊生活不只買賣新書，還延伸出回頭書、二手書、電子書等，讓書的循環可以在同一平台完成。經營模式不再只是賣書，而是結合Web2.0的網路分享概念，打造成開放的資訊中心（Information Center）。

## 反對與中國大陸簽訂服務業貿易協議
張天立表示，政府和對岸簽署兩岸服務業貿易協議輕忽草率，不僅沒有和業者溝通，連文化部都是簽署後才被告知，包括部長龍應台在內，文化部各級主管其實都是反對的，服貿協議對臺灣「百害無一利」。陸資若掌控臺灣書店通路，將直接影響臺灣言論自由，造成寒蟬效應，若臺灣網路書店被中資攻佔，臺灣人在網站上瀏覽的頁面、書籍評論，都將會被對岸政府掌控，這是很可怕的事情；尤其是博客來擁有五百萬個會員，如果變成中資單位，消費者購書資料全被大陸官方掌握得一清二楚，「你還敢放心買書嗎？」通路就等於是出版業的媒體，會直接左右消費者接觸的出版品，「如果中資實質控制臺灣書店通路，討論民主、法輪功書籍還有可能上架嗎？」他強調，看待服貿協議不能單純以商業邏輯思考，中國沒有言論自由，不是正常國家，全國五、六百家出版社全都是國營，臺灣的業者完全不可能與這樣的國家資本對抗。

## 外部連結
- 張天立的Facebook專頁